# الفاطمي بن سليمان
الفاطمي بن عبد الكريم بنسليمان (فاس 1898-1980) سياسي مغربي. كان أول وزير أول للمغرب، بين أكتوبر 1955 ونوفمبر 1955، وتم تنصيبه من طرف مجلس حفظة العرش في 17 أكتوبر 1955.

## حياته
الفاطمي بنسليمان ذو أصول فاسية أندلسية (عائلة بنسليمان الغرناطي). والده هو عبد الكريم بنسليمان وزير الخارجية على عهد السلطان مولاي حفيظ العلوي وأمه للاغيثة العبدلاوية ابنة القاضي سيدي العربي العبدلاوي معن من عائلة العبدلاوي معن الأندلسي، وبذلك يكون الفاطمي بنسليمان قد ترعرع في بيت علم و معرفة رغم رحيل والده المبكر عن الحياة إبان الحرب الأهلية التي عرفها المغرب و التي دارت بين أنصار السلطان مولاي حفيظ و أخيه المولى عبد العزيز و التي قتل فيها العديد من رجالات الدولة آنذاك و كان عبد الكريم بنسليمان أحدهم. و بالرغم من ذلك فقد عاش الفاطمي بنسليمان في كنف جده العلامة الكبير المحقق الواصل الشيخ القاضي سيدي العربي بن أحمد العبدلاوي معن الأندلسي الذي نهل منه الشيء الكثير و أخذ عن باقي الشيوخ من العبدلاويون أمثال عبد النبي بن علال العبدلاوي معن و أبو بكر بن عبد الكبير العبدلاوي معن و غيرهم.
تدرج بنسليمان داخل الإدارة تحت الحماية الفرنسية إلى أن عين باشا على مدينة فاس. وصفه محمد عابد الجابري بالوطني المعتدل وكان من بين ما يعرف تاريخيا بالمستقلين، وهم نخبة إدارية مغربية معينة من طرف السلطان داخل المخزن المغربي تحت الإدارة الفرنسية، وهي النخبة التي انقسمت بعد التطورات التي عرفها مسار المطالبة بالاستقلال واختارت في أغلبيتها موقفا وسطا بين الحركة الوطنية والإدارة الفرنسية.
تم توشيحه في 1946 بوسام جوقة الشرف الفرنسي من رتبة قائد، من طرف وزير الدولة الفرنسي لوي جاكينو [الفرنسية]، وحسب أرشيف المراسلات الديبلوماسية الفرنسي فقد أشاد المقيم العام الفرنسي، بين 1943 و1946، غابرييل بويو بكفاءته كباشا لفاس، وأعيان المدينة، في ضبط النظام أمام الغليان الوطني الذي رافق تقديم وثيقة المطالبة بالاستقلال.
في المرحلة الدقيقة قبل الإنهاء الرسمي للحمايتين الفرنسية والإسبانية على المغرب، أقرت مفاوضات إيكس ليبان، في شتنبر 1955، ثلاثة قرارات مهمة: إنشاء مجلس حفظة العرش وتنحي بن عرفة ورجوع محمد الخامس من منفاه، إلا أن هذه القرارات لم تلق قبولا من جميع الأطراف، فبن عرفة لم يقبل التنحي والمفاوضات تركت مسألة السلالة الحاكمة وشكل النظام مفتوحا. تم تنصيب مجلس حفظة العرش في أكتوبر 1955، وكان مكونا من أربعة أعيان مغاربة يترأسهم الفاطمي بنسليمان وكانت مهمته إنشاء حكومة مغربية تمثل جميع التيارات السياسية وتدبير مرحلة التفاوض مع فرنسا. نصب المجلس الفاطمي بنسليمان كوزير أول لأول وهي تاريخيا أول حكومة مغربية في العهد المعاصر. رفض حزب الاستقلال ومحمد الخامس المشاركة في هذه الحكومة لمعارضة مسار تشكيلها مع ما تم التفاوض بشأنه في فرنسا وأنتسيرابي.
كان الفاطمي بنسليمان فاعلا في كواليس المفاوضات، فقد كان من الشخصيات القليلة التي زارت محمد الخامس في منفاه في مدغشقر، وكان من الذين أظهروا ولاء حذرا لمحمد الخامس بعد نفيه. هذا الموقف تشكك فيه روايتان تاريخيتان:
- شهادة المدني بن حيون، باشا أكادير تحت الحماية، حول لقاء جمعه بالفاطمي يوم 26 أكتوبر 1955، في دار المخزن بالرباط، والتي نقل فيها، في كتاب له نشر سنة 1987، قول بنسليمان بأن «السلطانين (بن عرفة ومحمد الخامس) يجب أن يختفيا من المشهد السياسي. ونظام الحماية سيتم تعديله بالشكل الذي سيسمح للمغاربة بأن يتكلفوا بأنفسهم، بإدارة شؤون المغرب لأن المغرب مازال محتاجا إلى دولة أوروبية تأخذ بيده وفرنسا مؤهلة لذلك ونحن في حاجة إليها ونحن سائرون في الطريق».[6]
- شهادة بيير جولي، وزير الشؤون التونسية والمغربية (1953-1954) تحت الجمهورية الرابعة، والذي نقل في كتابه «جمهورية من أجل ملك» أن بنسليمان صرح: «إننا نحتاج إلى حكومة وطنية بشرط أن تحظى بموافقة قبلية من طرف محمد بن يوسف الذي ليس في نيته أن يعود إلى العرش». 24 غشت 1955 في اجتماع مع وزراء فرنسيين في إيكس ليبان.[6]

هو عم الجنرال حسني بنسليمان، الذي كان على رأس الدرك الملكي المغربي بين 1974 و2017.
اشتغل بنسليمان لاحقا في السلك الديبلوماسي حيث كان سفيرا للمغرب في العراق والأردن ولبنان والسعودية.